# Henry Bradwardine Jackson
Admiral flote Henry Bradwardine Jackson, britanski admiral, * 21. januar 1855, † 14. december 1929.
V letih 1915–1916 je bil Prvi morski lord Admiralitete.

## Nagrade
- Hughesova medalja (1926)